# Chinonye Chukwu
Chinonye Chukwu est une réalisatrice nigeriane-américaine, née le 19 mai 1985 à Port Harcourt (Rivers).

## Biographie
Chinonye Chukwu naît le 19 mai 1985 à Port Harcourt, dans l'État de Rivers (Nigeria). Quand elle n'a qu'un an, sa famille déménage en Oklahoma, puis, à six ans, en Alaska. Sans côtoyer beaucoup d'autres Noirs, elle prend conscience du passé historique américain en lisant Maya Angelou.
En 2020, elle est la première noire américaine distinguée par le grand prix pour son premier long métrage Clemency au Festival du film de Sundance.
En 2022, elle dirige Emmett Till, un film biographique sur Mamie Till-Mobley, après le lynchage de son fils de 14 ans, Emmett Till, dans le Sud américain.

## Filmographie partielle
- 2019 : Clemency
- 2022 :  Emmett Till